# 里奇格爾奇 (加利福尼亞州)
里奇格爾奇（英語：Rich Gulch）是位於美國加利福尼亞州卡拉韋拉斯縣的一個非建制地區。該地的面積和人口皆未知。

## 地理
里奇格爾奇的座標為38°19′49″N 120°37′52″W / 38.33028°N 120.63111°W，而該地的平均海拔高度為580米（即1903英尺）。